# Sanengenrusta
Sanengenrusta ist ein bis zu 2520 m hoher Gebirgskamm in der Heimefrontfjella des ostantarktischen Königin-Maud-Lands. Er erstreckt sich an der Nordwestseite der Sivorgfjella.
Wissenschaftler des Norwegischen Polarinstituts benannten ihn 1967 nach Alf Sanengen (1913–1991), einem Mitglied der Widerstandsbewegung gegen die deutsche Okkupation Norwegens im Zweiten Weltkrieg.